# Gran Premio del Valentino 1946
Il Gran Premio del Valentino 1946 è stato un Gran Premio di automobilismo della stagione 1946.
Organizzata dalla sezione torinese dell'Automobile Club d'Italia era abbinata alla Lotteria della Solidarietà Nazionale e vedeva alla partenza autovetture dotate di motori turbocompressi fino a 1,5 l di cilindrata o a pressione atmosferica sino a 4,5 l, anticipando in questo il regolamento tecnico che sarebbe entrato in vigore l'anno successivo, e venendo dunque considerato a posteriori come il primo Gran Premio di Formula 1.
Abbinata alla competizione maggiore, due giorni dopo si svolse una gara riservata a vetture di categoria Sport e corsa con cilindrata limitata a 1.500 cm³, la Coppa Brezzi.

## Classifica

### Finale
| Pos | N° | Pilota                | Team                              | Auto           | Giri | Tempo/Ritiro | Griglia |
| --- | -- | --------------------- | --------------------------------- | -------------- | ---- | ------------ | ------- |
| 1   | 46 | Achille Varzi         | Alfa Romeo                        | Alfa Romeo 158 | 60   | 2:35:45.8    |         |
| 2   | 52 | Jean-Pierre Wimille   | Alfa Romeo                        | Alfa Romeo 158 | 60   | +0.5         |         |
| 3   | 22 | Raymond Sommer        | Privato                           | Maserati 4CL   | 58   | +2 Giri      |         |
| 4   | 10 | Eugène Marius Chaboud | Ecurie France                     | Delahaye 135 S | 55   | +5 Giri      |         |
| 5   | 26 | Enrico Platé          | Privato                           | Maserati 4CL   | 55   | +5 Giri      |         |
| 6   | 54 | Carlo Felice Trossi   | Alfa Romeo                        | Alfa Romeo 158 | 51   | +9 Giri      |         |
| 7   | 56 | Louis Chiron          | Privato                           | Maserati 4CL   | 50   | +10 Giri     |         |
| 8   | 18 | Leslie Brooke         | ERA                               | ERA B          | 50   | +10 Giri     |         |
| 9   | 4  | Discoride Lanza       | Privato                           | Maserati 4CM   | 50   | +10 Giri     |         |
| Ret | 32 | Christian Kautz       | Privato                           | Maserati 4CL   | 38   |              |         |
| Ret | 50 | Peter Whitehead       | Privato                           | ERA E          | 32   | Cambio       |         |
| Ret | 36 | Henri Louveau         | Scuderia Automobilistica Milanese | Maserati 4CL   | 30   |              |         |
| Ret | 40 | Franco Cortese        | Privato                           | Maserati 4CL   | 25   | Magnete      |         |
| Ret | 28 | Arialdo Ruggieri      | Privato                           | Maserati 4CL   | 17   | Compressore  |         |
| Ret | 48 | Tazio Nuvolari        | Privato                           | Maserati 4CL   | 12   | Ruota        |         |
| Ret | 16 | Giorgio Pelassa       | Privato                           | Maserati 4CL   | 10   | Ruota        |         |
| Ret | 24 | Consalvo Sanesi       | Alfa Romeo                        | Alfa Romeo 158 | 8    | Iniettore    |         |
| Ret | 64 | Emilio Romano         | Privato                           | Maserati 4CL   | 7    |              |         |
| Ret | 42 | Reg Parnell           | Privato                           | ERA C          | 3    | Cambio       |         |
| Ret | 8  | Nino Farina           | Alfa Romeo                        | Alfa Romeo 158 | 1    | Asse         | 1       |
| DSQ | 2  | Raph                  | Ecurie Naphtra Course             | Maserati 4CL   |      |              |         |
| DSQ | 6  | Harry Schell          | Ecurie Lucy O´Reilly Schell       | Maserati 6CM   |      |              |         |
| DSQ | 12 | Georges Grignard      | Ecurie France                     | Delahaye 135   |      |              |         |